# The Big Bopper
The Big Bopper, nome artístico de Jiles Perry "JP" Richardson, Jr. (Sabine Pass, 24 de outubro de 1930 — Clear Lake, 3 de fevereiro de 1959) foi um músico estadunidense e um dos pioneiros do rock and roll, sendo conhecido principalmente pela sua canção "Chantilly Lace".
Morreu num trágico acidente de avião, que também vitimou os cantores Buddy Holly e Ritchie Valens e o piloto Roger Peterson, acidente conhecido por "O Dia Em Que A Música Morreu" (The Day the Music Died).

## Composições
As canções de Richardson compostas e gravadas incluem:
- "Chantilly Lace", nº 6 sucesso para o Big Bopper
- "White Lightnin'", hit country nº 1 para George Jones
- "Treasure of Love", 6º hit country de George Jones
- "Running Bear", hit nº 1 de Johnny Preston e Sonny James
- "The Purple People Eater Meets the Witch Doctor"
- "Little Red Riding Hood"
- "Walking Through My Dreams" (duas versões, uma em apenas 45 RPM, a outra em LP)
- "Beggar to a King" (gravada com seu nome real) (posteriormente gravada por Hank Snow em 1961, chegou à 5ª posição na parada de singles country)
- "Crazy Blues" (gravado com seu nome real)
- "Bopper's Boogie Woogie"
- "That's What I'm Talking About"
- "Pink Petticoats"
- "Monkey Song (You Made a Monkey out of Me)"
- "It's the Truth, Ruth" (duas versões, uma em 45 RPM apenas, a outra em LP)
- "Preacher and the Bear"
- "Someone Watching Over You"
- "Old Maid"
- "Strange Kisses"
- "Teenage Moon"
- "The Clock"
- "One More Chance"
- "She Giggles"
- "The Big Bopper's Wedding"